# Monastero di Santa Maria Annunziata

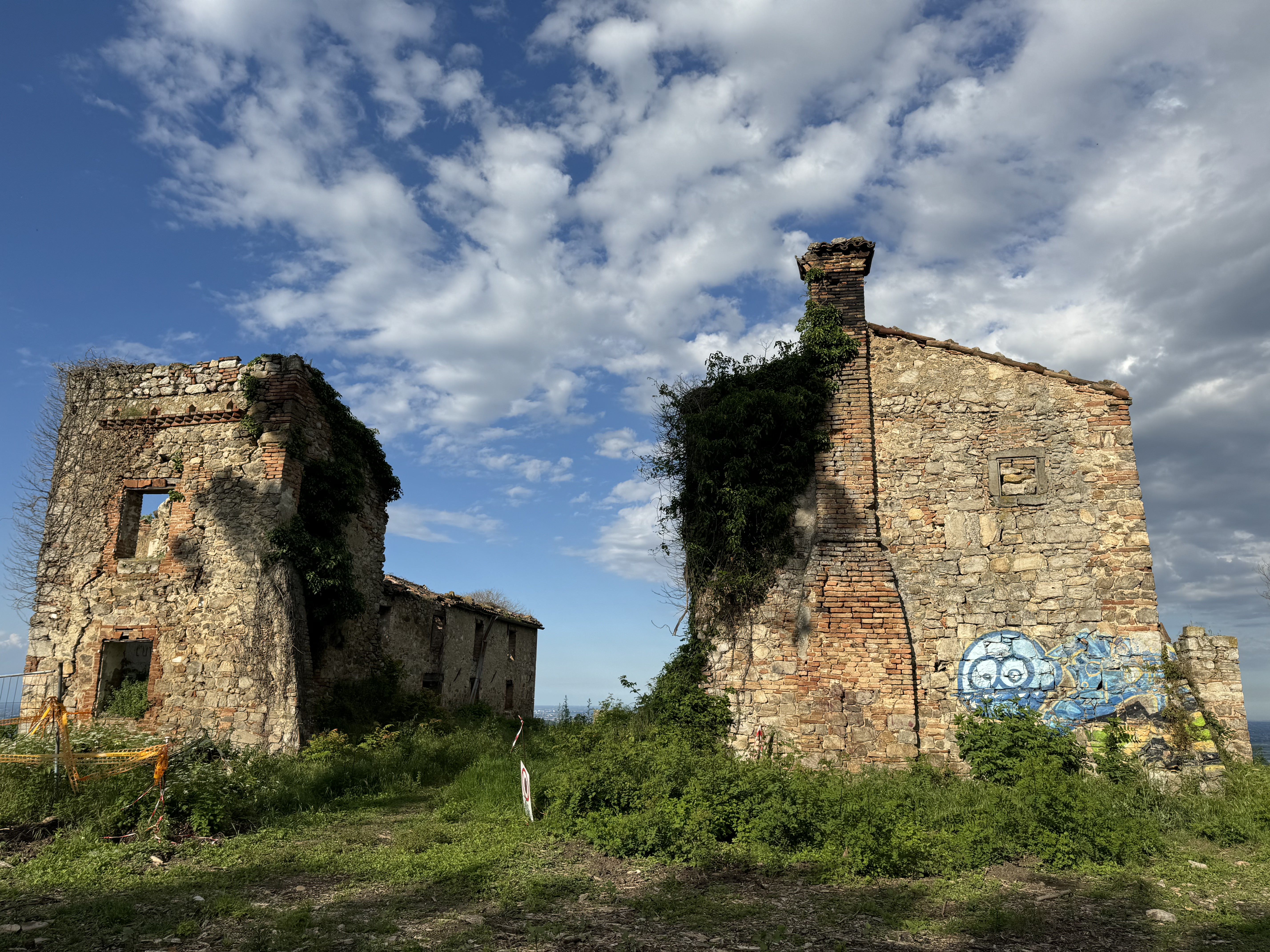
Facciata del Monastero di Santa Maria Annunziata

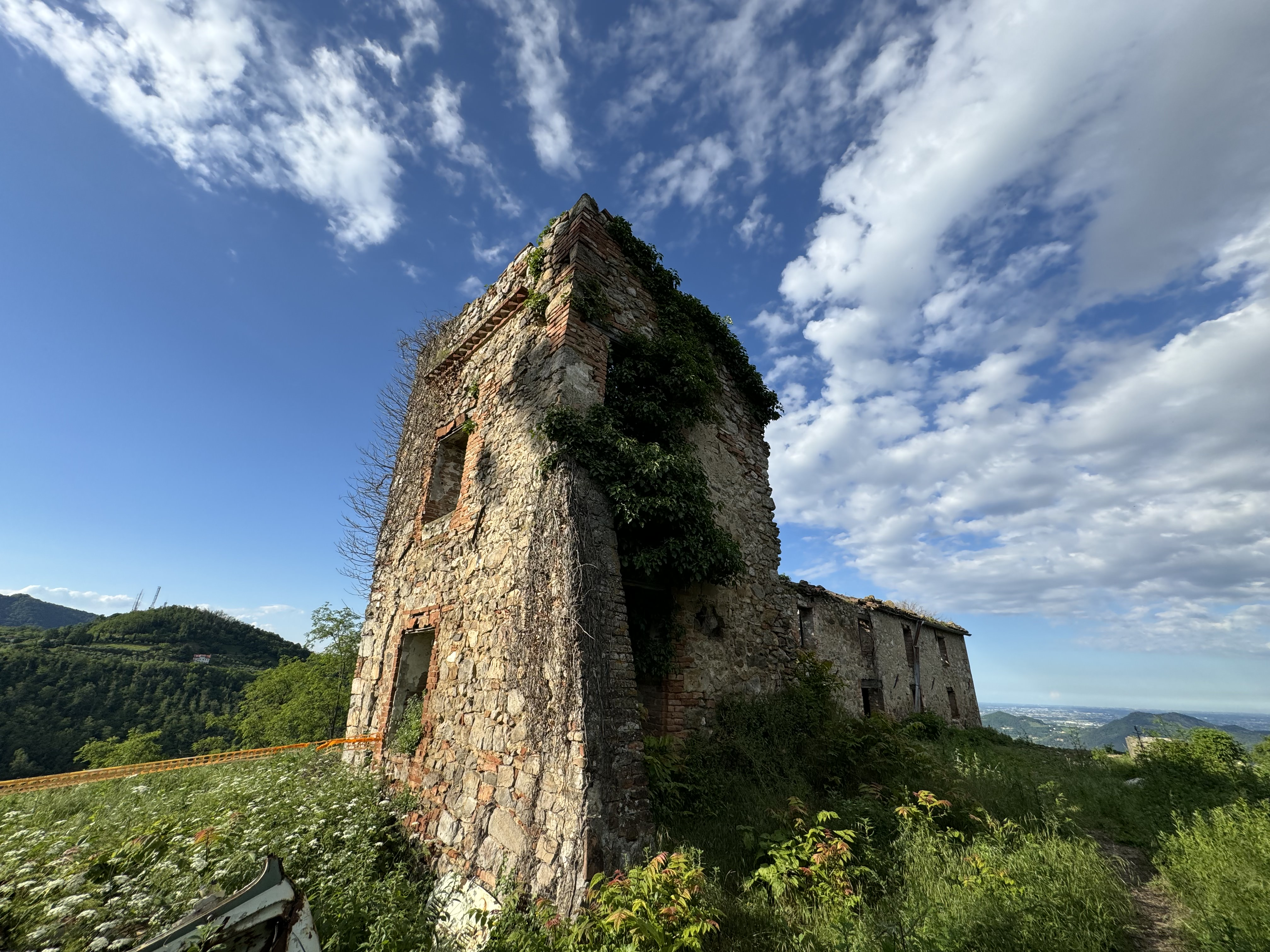
Vista laterale

Il monastero di Santa Maria Annunziata è un antico complesso monastico posto sulla sommità del Monte Orbieso, nel comune di Galzignano Terme nel cuore del Parco regionale dei Colli Euganei. Il monastero, oggi in rovina, era posto su un'importante via che collegava le località di Faedo e Galzignano. Nonostante sia attualmente in rovina, le strutture rimanenti, tra cui un bel portale in pietra che definiva un porticato esterno, testimoniano ancora l’antica nobiltà del sito.

## Storia
Nel 1233, sul versante meridionale del monte Orbieso, un gruppo di frati benedettini provenienti dall’abbazia di Praglia fondarono in questo luogo il monastero di Santa Maria Annunziata. Il vescovo di Padova Corrado nominò come priore e gestore di questa comunità Pietro Bono, monaco benedettino proveniente dalla comunità patavina di San Benedetto.
Il monastero di Santa Maria Annunziata non era l’unico sito monastico nell’area, infatti esso sorgeva nei pressi il Monastero di Sant'Eusebio, anch'esso nelle mani dei monaci di Praglia, fino al XII secolo: i due monasteri erano collegati da una strada ricavata su un crinale. Il monastero era collegato inoltre ad occidente al pianoro di Steogarda, attraverso una strada alta, volta a collegare Faedo a Galzignano.

### La crisi
Nel corso del 1300, l’ordine benedettino entrò in una grave crisi interna che colpì anche la comunità benedettina del monte Orbieso: nel 1318 infatti, il complesso passò sotto la tutela dei monaci camaldolesi. Nel 1458 venne unito al monastero di San Michele di Murano, fino ad essere soppresso dalla Repubblica di Venezia nel 1770, divenendo parte dei possedimenti della potente famiglia veneziana dei Grimani.

## Descrizione
Il monastero era composto da una struttura chiusa, impostata su una corte centrale al centro della quale era presente una cisterna per raccogliere l’acqua piovana. L’intero complesso era circondato da un doppio recinto di mura a difesa della clausura. Ad est, verso la valle, vi era poi l’ingresso principale, con la presenza di un portico con un arco in pietra e al suo fianco una piccola chiesa. A sud del portico, su un’area pianeggiante, era invece presente il piccolo cimitero e ad ovest, infine, vi era un secondo ingresso che portava ad un cortile e alla parte rustica del monastero, che affacciava sui pianori digradanti.

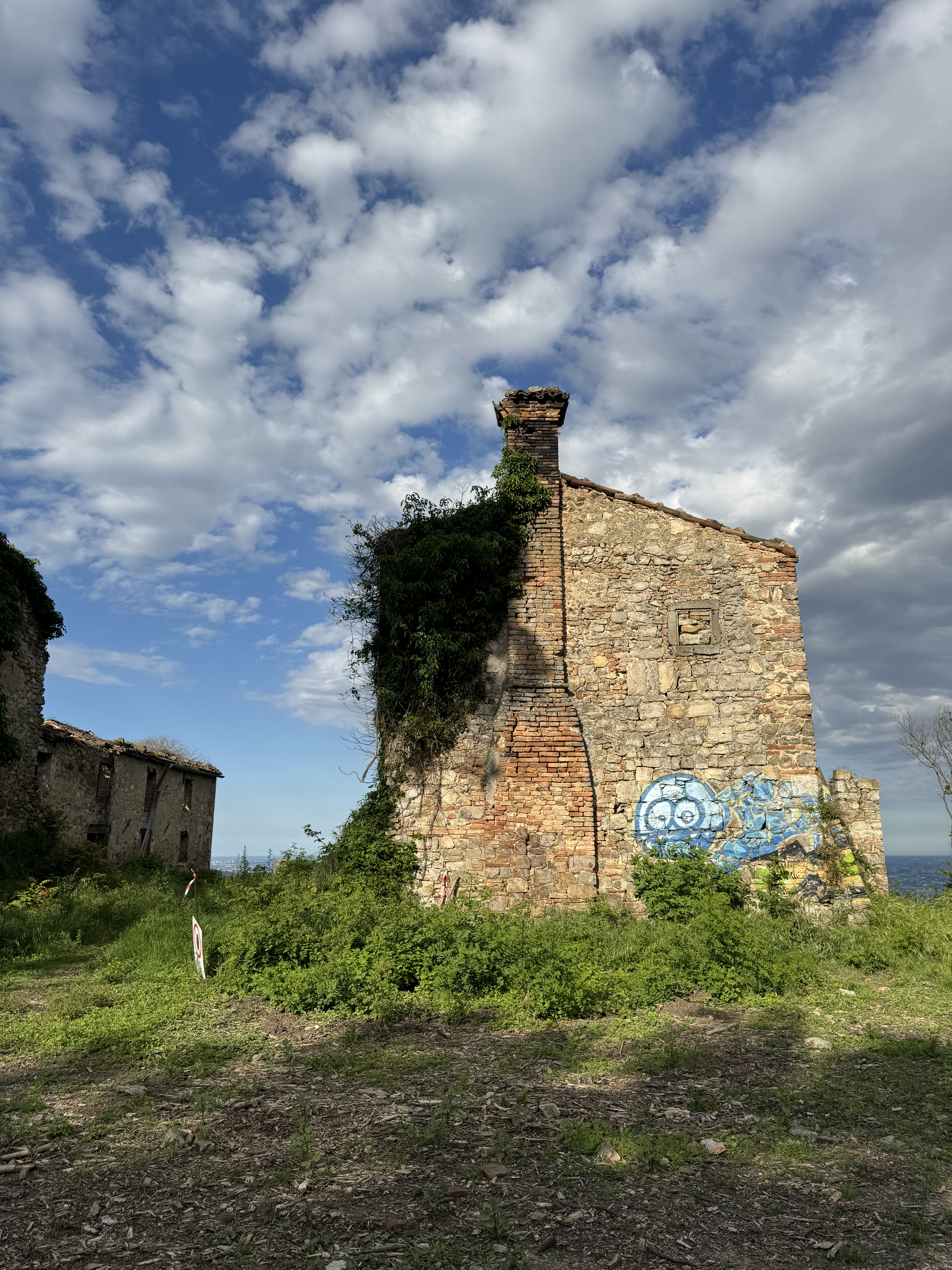
Vista del monastero di Santa Maria Annunziata
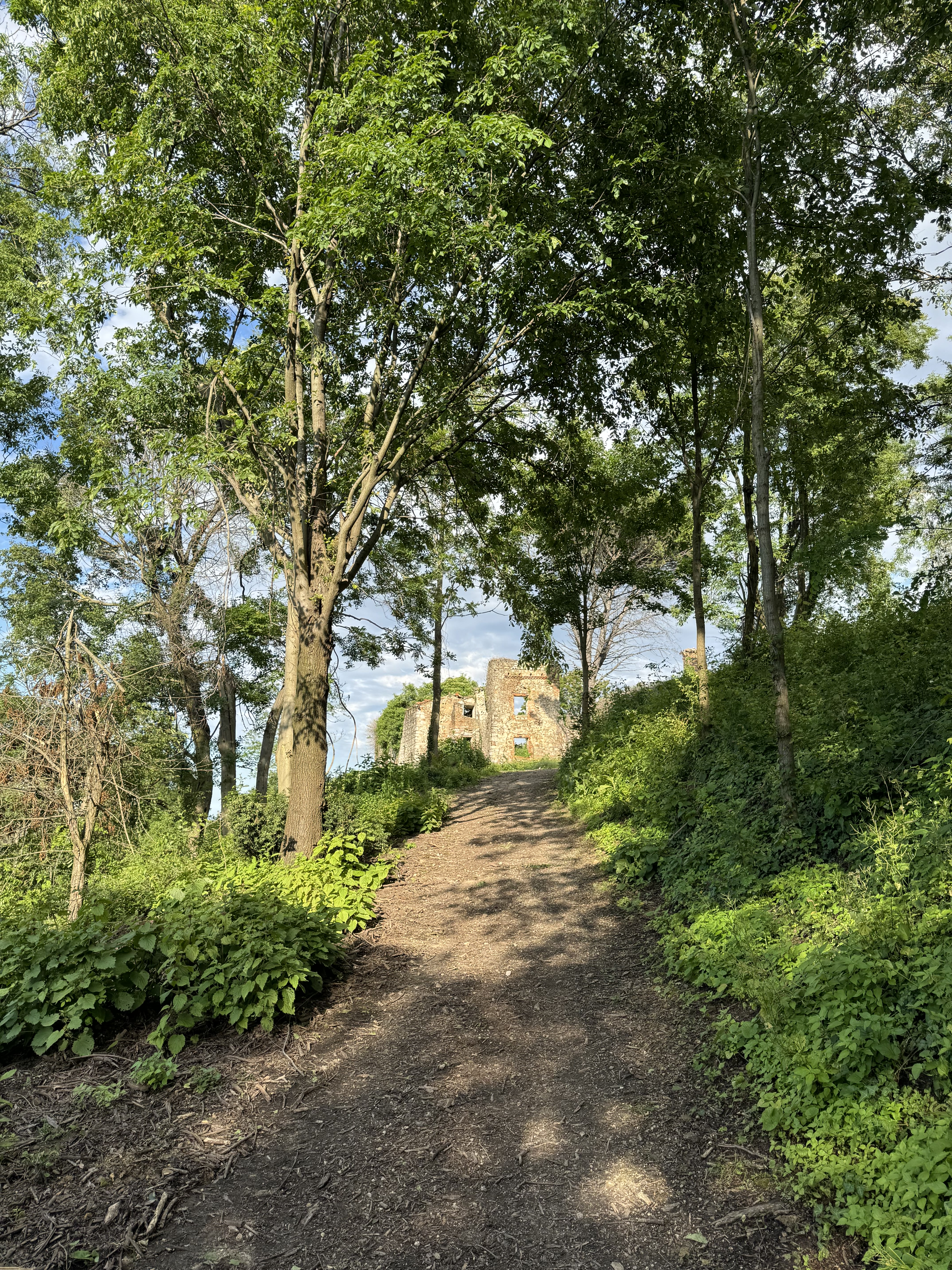
Vista della facciata del monastero di Santa Maria Annunziata
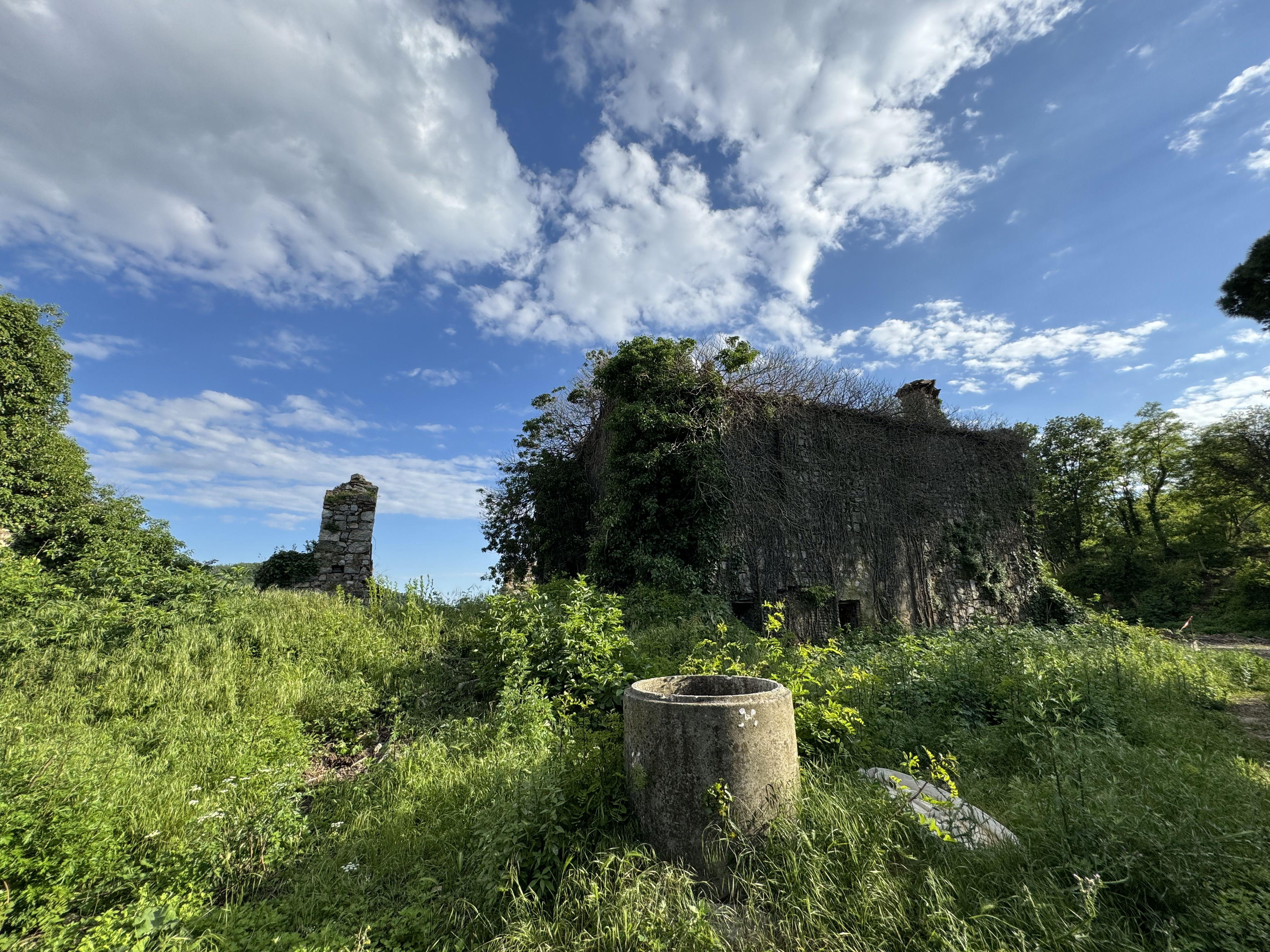
Vista dell'interno del monastero di Santa Maria Annunziata
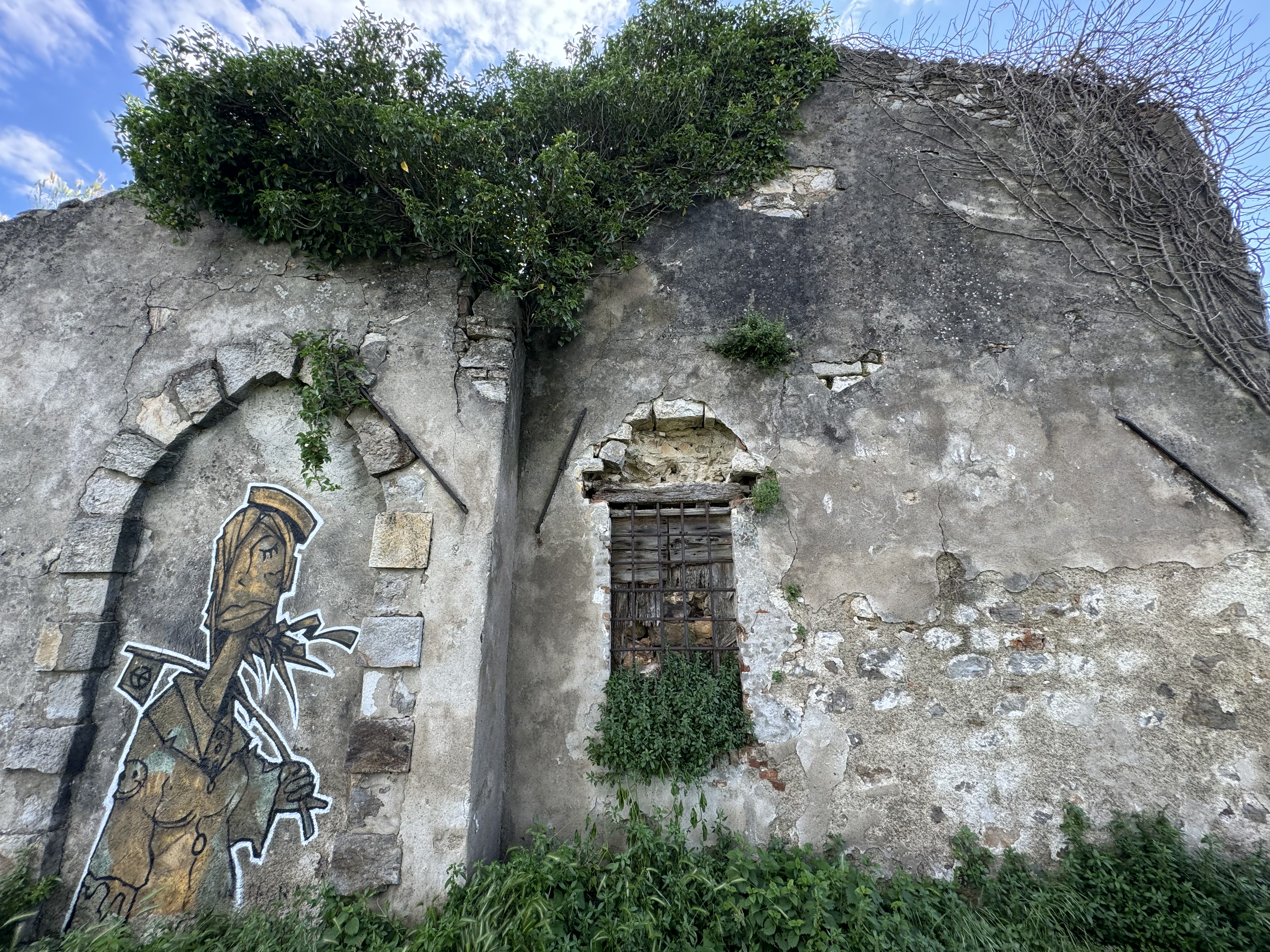
Vista del retro del monastero di Santa Maria Annunziata
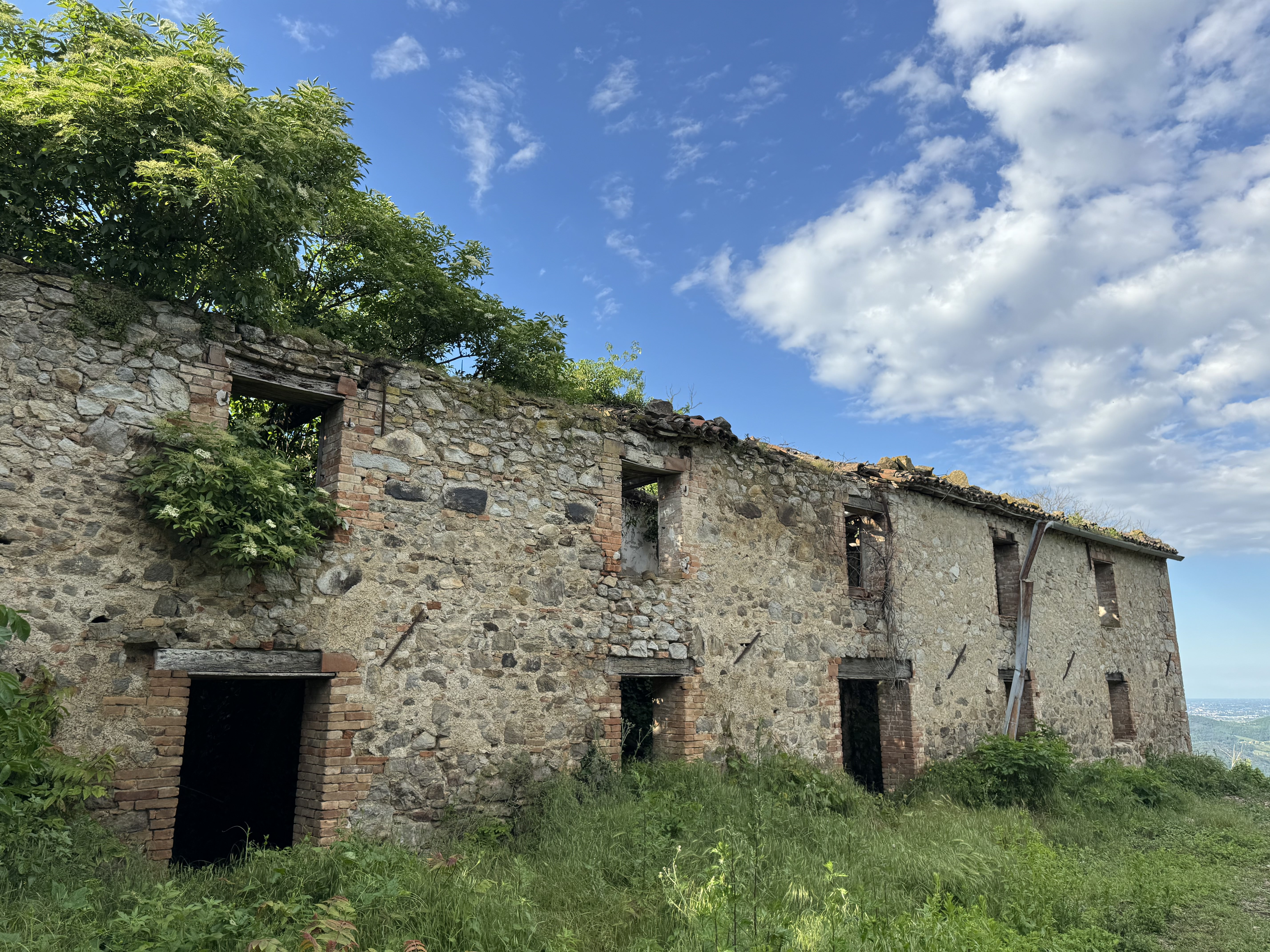
Vista laterale
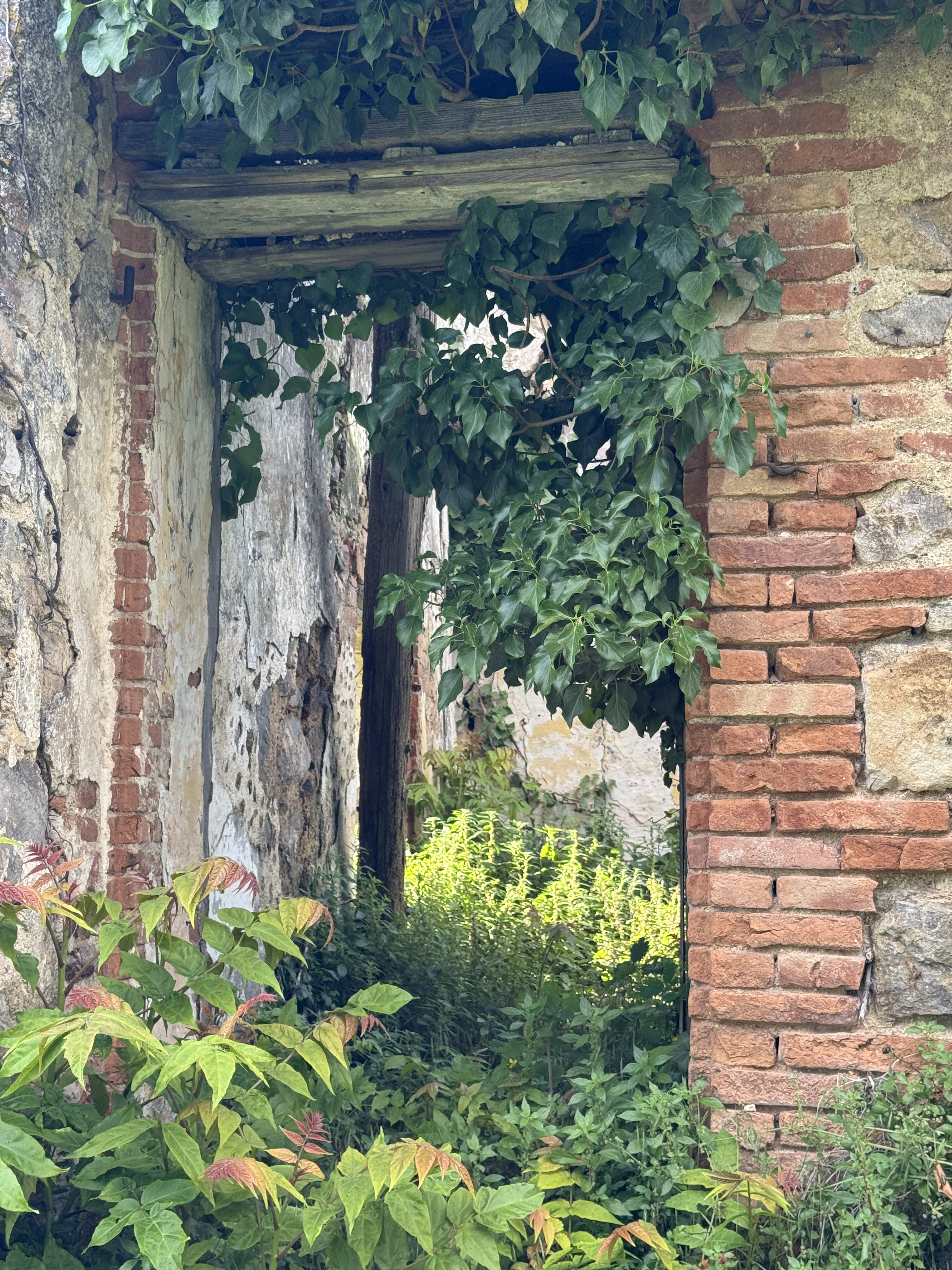
Una finestra del monastero di Santa Maria Annunziata